# Tabernaemontana longipes
Tabernaemontana longipes är en oleanderväxtart som beskrevs av John Donnell Smith. Tabernaemontana longipes ingår i släktet Tabernaemontana och familjen oleanderväxter. Inga underarter finns listade i Catalogue of Life.